# كاتدرائية طليطلة

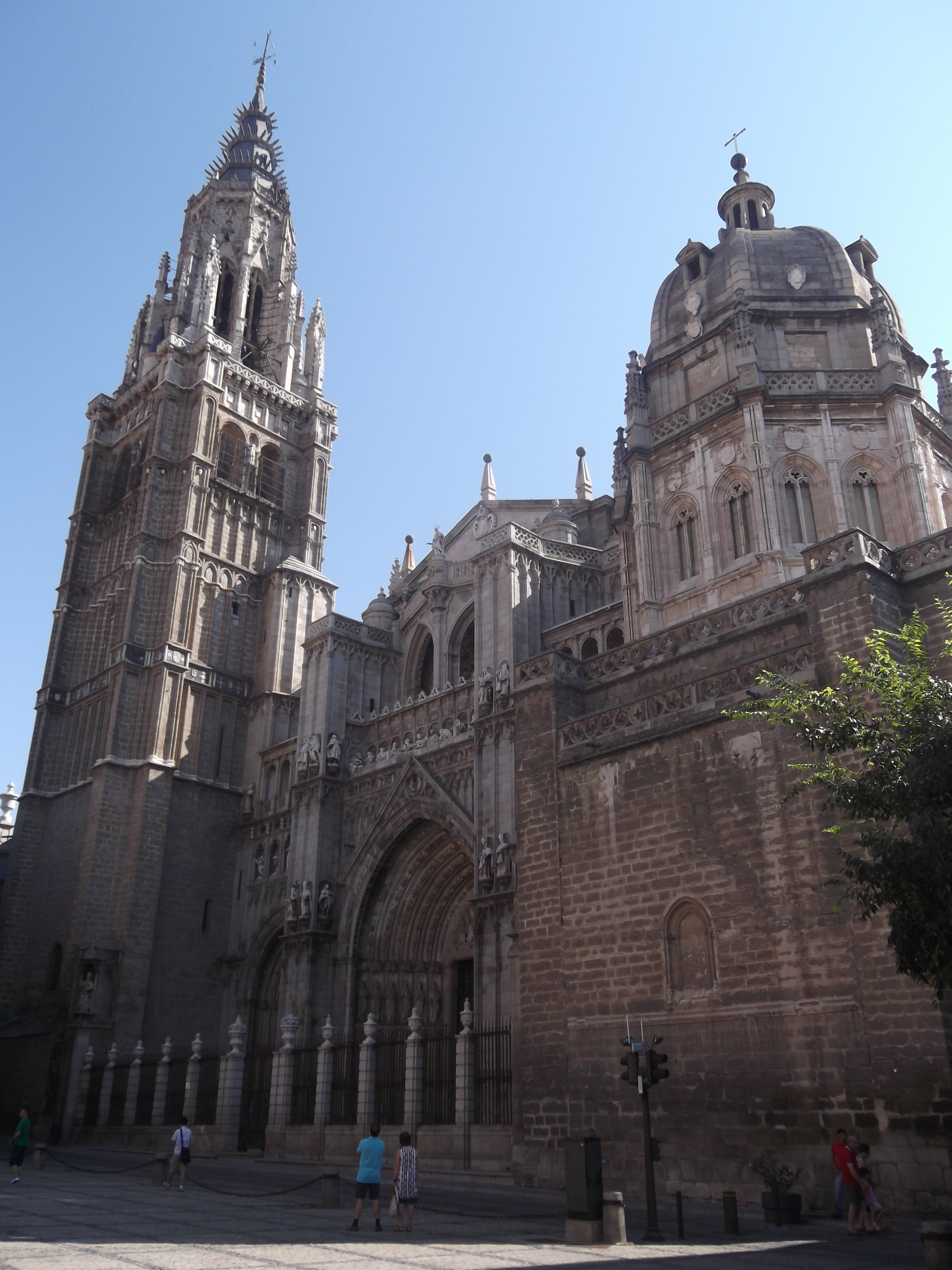
كاتدرائية طليطلة من الخارج.

كاتدرائية طليطلة (بالإسبانيَّة: Catedral de Santa María de Toledo) كاتدرائية القديسة مريم، في إسبانيا مقر مطرانيه طليطلة. واحده من ثلاث كاتدرائيات جرمانيه عالية بنيت في القرن الثالث عشر في إسبانيا وتعتبر أعظم مثال للاناقه القوطيه في إسبانيا. شيدت كاتدرائية طليطلة الحالية بين 1226-1493 على غرار كاتدرائية بوورج. بدأ تشييدها في 1226 في عهد فرناندو الثالث ملك كاستيا تم الإنتهاء من تشييدها خلال أوقات الملوك الكاثوليك في 1493. وتضم مكتبة كاتدرائية طليطلة ملايين المخطوطات والوثائق من القرنين الثامن والحادي عشر. أثارت عظمة كاتدرائية طليطلة دوماً الإعجاب بين النقاد ومؤرخي الفن العظيم في عالم الفن والهندسة المعمارية.

## مجامع طليطلة
في الكنيسة الغربية ظهر قانون الإيمان للمرة الأولى في الليترجيا في مجمع توليدو الثالث عام 518 م. في هذا المجمع تظهر أيضاً للمرة الأولى في وثيقة كنسيّة، عبارة «والابن» التي سببت منذُ القرن السابع خلافات لاهوتية حادة. في مجمع توليدو {586} أضافوا كلمة والابن على دستور الإيمان النيقاوي – القسطنطيني، والحجة كانت أن يقبلوا الآريوسيين ويجعلوهم يؤمنون ويتركون آريوسيتهم، نسمع عن ضرورة طقس إيقاد الشموع ليلة الفصح في الطقس الأسباني في مجمع توليدو، في مؤرخات أسيذور الإشبيلي سنة 633 م. أقر مجمع توليدو الذي عقد سنة 681 أسبقية رئيس أساقفة توليدو (طليطلة) في إسبانيا.

## الطقس القوطي
ظهر في إسبانيا الطقس القوطي، الذي يدعى بالموزارابي، والذي قام بإلغاءه البابا غريغوريوس الثالث عشر- والذي يتواجد حتى اليوم فقط في مصلّى واحد داخل كاتدرائية توليدو.

## الأصول

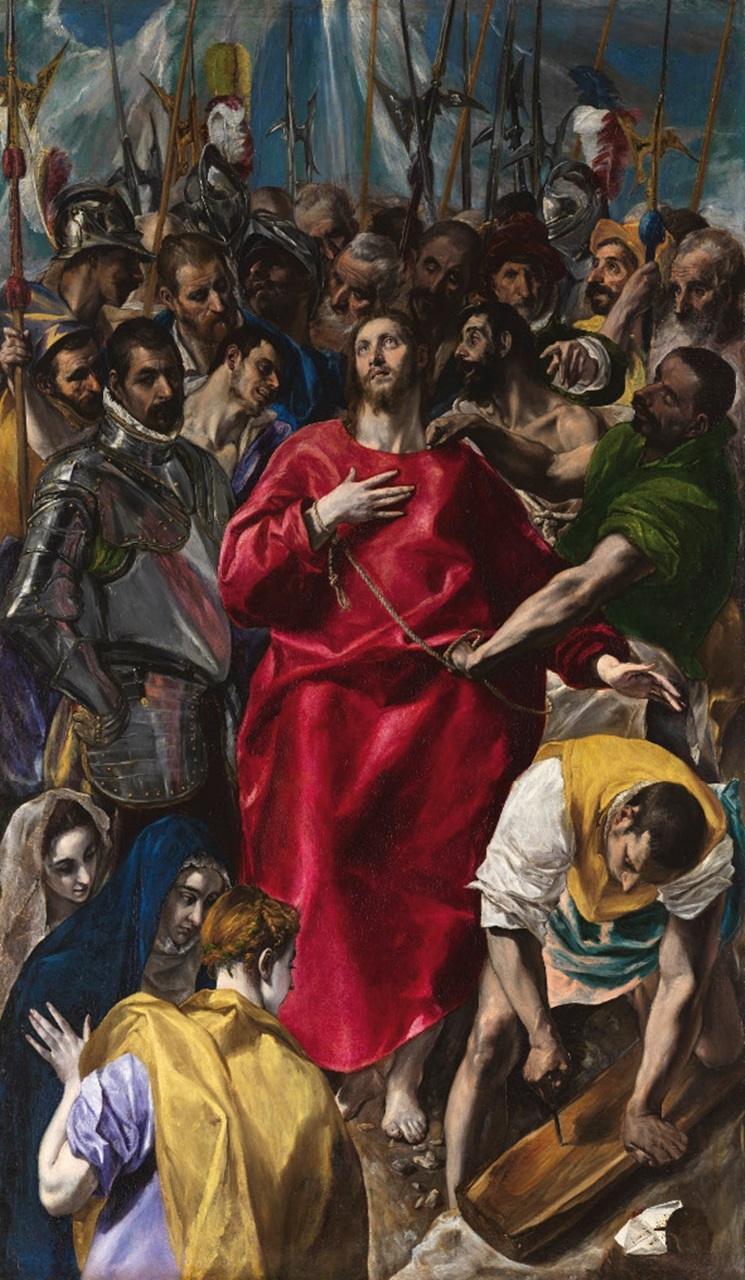
تَعْرِيَة الْمَسيح، بريشة إل غريكو من مُقتَنيات كاتدرائية طليطلة.

التقاليد الشعبية غير المكتوبة لسنوات، نقول أن هناك في نفس المكان الحالي لكاتدرائية طليطلة، أول كنيسة من عصر أول مطران يوجين (سانت اوجين طليطلة). كرست هذه الكنيسة للمرة الثانية في سنة 587، بعد أن خضعت لبعض التعديلات، كما يشهد به نقش ظهر في القرن السادس عشر: في اسم الرب كرست كنيسة القديسة مريم، كاثوليكيه، في اليوم الأول من شهر نيسان / أبريل ides، المرح، في السنة الأولى من عهد الملك اخلص مجيد flavius reccared، عهد 625 [13 من نيسان / أبريل 587] كانت المدينة الاسقفيه مقر اسقف إسبانيا القوطي. العديد من مجالس طليطلة تشهد على ماضي الكنسيه الهام.
في عام 534 أصبحت طليطلة عاصمة مملكة القوط الغربيين الموحدة في إسبانيا (حتى 711). في 589 م أقيم مجمع طليطلة.أعلن الروح أن يكون تدريجيا من الأب إلى الابن وأكد أن أي يهودي يقوم ختن العبيد على أساس الخلاص 17 :12 ف. يجب أن يعاقب. وتحول القوط الغربيين الموحدين إلى الكاثوليكية.
كان من أبرز ما قدّمه موسى بن نصير إلى الخليفة الوليد من الغنائم التذكارية النفيسة مائدة تفوق قيمتها كل تقدير، كان طارق بن زياد قد غنمها من كاتدرائية طليطلة، وكان القوط قد تفننوا في صنعها فنسبها العرب إلى سليمان بن داود، وإنما أطلق عليها هذا الاسم كناية عن قدمها وعظم شأنها.
واختلفت الروايات كذلك في وصف هذه المائدة وبيان هيئتها وسبب وجودها، فذكرت إحدى الروايات أن الأغنياء والموسرين من القوط دأبوا أن يوصلوا للكنائس بقدر معلوم من ثرواتهم عند الوفاة وكلما تجمع المال الوفير بين المشرفين على تلك الكنائس أمروا بصناعة موائد وكراسي من الذهب والفضة تضع القساوسة عليها الأناجيل في أيام الاحتفالات من أجل المباهاة والتفاخر، ونالت كنيسة طليطلة قدرا كبيرا من مال الوصايا، وخاصة أنها كانت مقرّ البيت المالك، ولذا تأنق الملوك في عمل مائدة لهذه الكنيسة فاقت كل الموائد في سائر أسبانيا؛ إذ حرص كل ملك على أن يزيد في مائدة كنيسة طليطلة إعلاء لذكره وتباهيا بعاصمة ملكه حتى صار لها مركز الصدارة في جميع البلاد وتحدث الجميع بجمالها وعلو قيمتها، فكانت مصنوعة من الذهب الخالص مرصعة بفاخر الدر والياقوت والزبرجد.
ومهما يكن من أمر تلك الروايات فمما لا شك فيه أنها أجمعت على شيء واحد هو عظمة هذا الكنز الثمين الذي فاقت أخباره ما عداه في كنوز وجدها الفاتحون في سائر مدن الأندلس، ويرجح أن هذه المائدة كانت مذبح الكنيسة الجامعة في طليطلة، وأنها كانت على درجة خيالية من الجمال حتى تليق بعاصمة القوط، ولتكون رمزا على ثراء دولتهم وغناها الوافر.

## كاتدرائية الفونسو السادس
بعد أن ظلت الدولة الإسلامية في الأندلس بضعا من الزمن متماسكة موحدة بدأت تقام ممالك مسيحية في شمال إسبانيا المحررة مثل ممالك "قشتالة" و«مملكة اراجون» و«مملكة ليون» و«الباسك» قامت دولة بني ذو النون في «طليطلة» وبدأ صراع مع ملك«سرقسطة» ابن هود ولجأ الطرفا يطلبان مساعدة ملوك إسبانيا المسيحيون وكان هؤلاء يساعدون المسلمين علي بعض مقابل الحصول علي مال أو قلاع أو اراضي أو مدن واستمر نزاعهما من 1043 الي 1046 وبعد فترة صراعات بين البيت القشتالي انتهي بوحدة مملكتي قشتالة وليون تحت صولجان «الملك الفونسو السادس» وبعد أن استتب لة الامر فرض الحصار علي «طليطلة» في 1084 ولم يقم أحد بمساعدة اخوانهم المسلمين الا المتوكل ابن الافطس الذي ارسل جيش كبير لنجدة طليطلة لكنة تعرض لهزيمة ساحقة ماحقة من الجيش المسيحي واستمر الحصار 9 شهور إلا أن استبد الجوع بالناس ولم تفلح محاولات المسلمين الوصول لتسوية لم يرضِ الفونسو سوي بتسلم المدينة كاملة وفعلا تم ذلك في25 مايو 1085 وتوجة إلى كاتدرائية طليطلة وصلي فية قداس الشكر وصارت طليطلة العاصمة لمملكة قشتالة المسيحية وتم استردادها وتم منح المسلمين كافة الحرية لمغادرة المدينة أو البقاء فيها وحرية التصرف في املاكهم.
تمت الاشغال اللازمة لاقامة العبادة المسيحية، وبين اخرين كان تغيير التوجه للمصلى الرئيسي و. الحضري الثاني المعترف بها في 1088 حالته من الرئيسيات الكاتدراءيه في باقي أنحاء المملكة.

## كاتدرائية طليطلة الحالية
بقيت الكاتدرائية سليمة حتى القرن الثالث عشر، سنة 1222، حين اذن البابا لتبدأ أعمال الكاتدرائية الجديدة التي بدأت نشاطها في 1224 (أو 1225) وجرت الحفل الرسمي لتنسيب أول حجر في 1226 (مصادر أخرى تقول 1227) شيدت كاتدرائية طليطلة الحالية بين 1226-1493 على غرار كاتدرائية بوورج. بدأت في 1226 في عهد فرناندو الثالث ملك كاستيا وتم الانتهاء من تشييدها خلال اوقات الملوك الكاثوليك في 1493. وتضم مكتبة كاتدرائية طليطلة ملايين المخطوطات والوثائق من القرنين الثامن والحادي عشر

## ألبوم صور

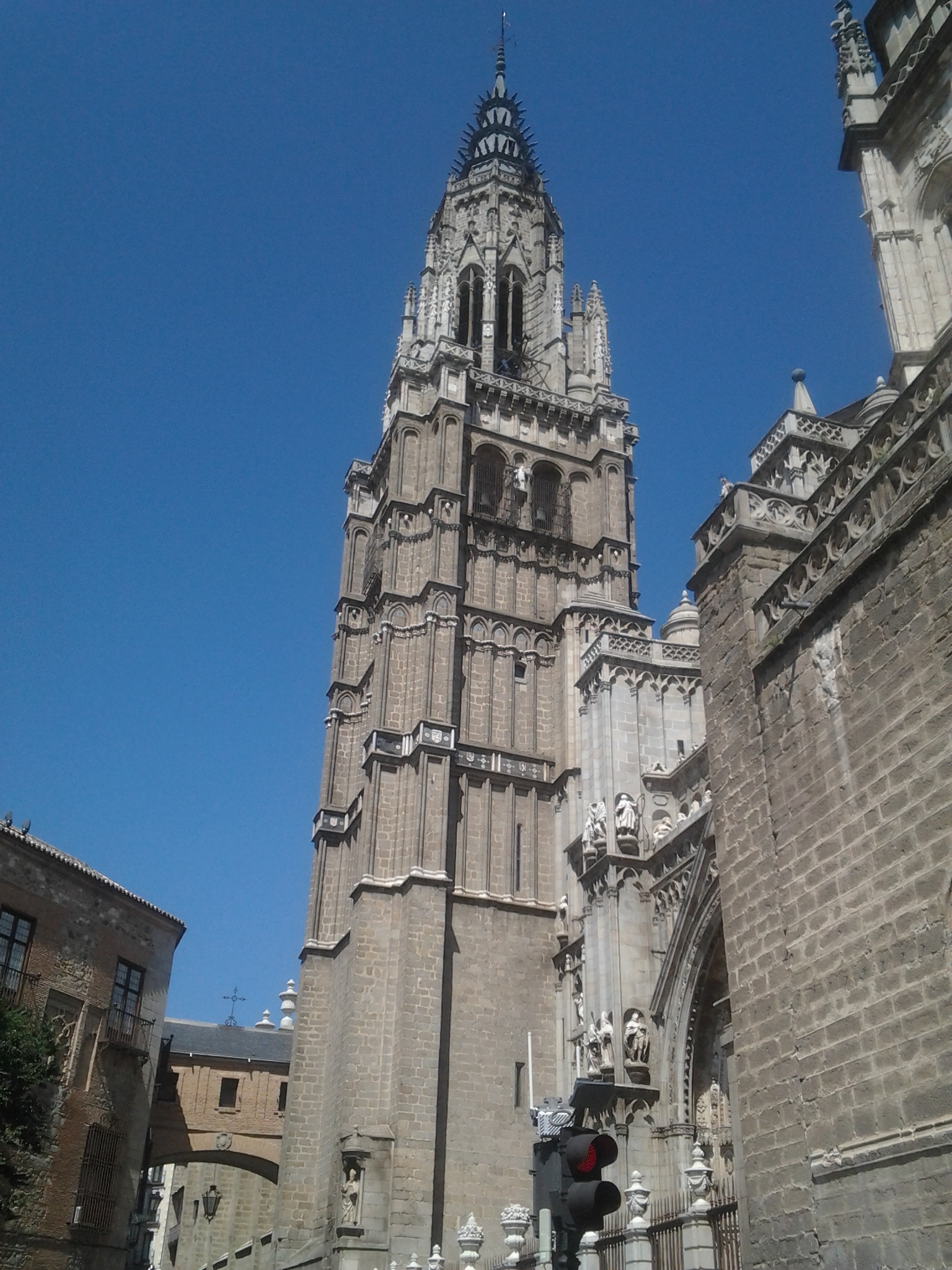
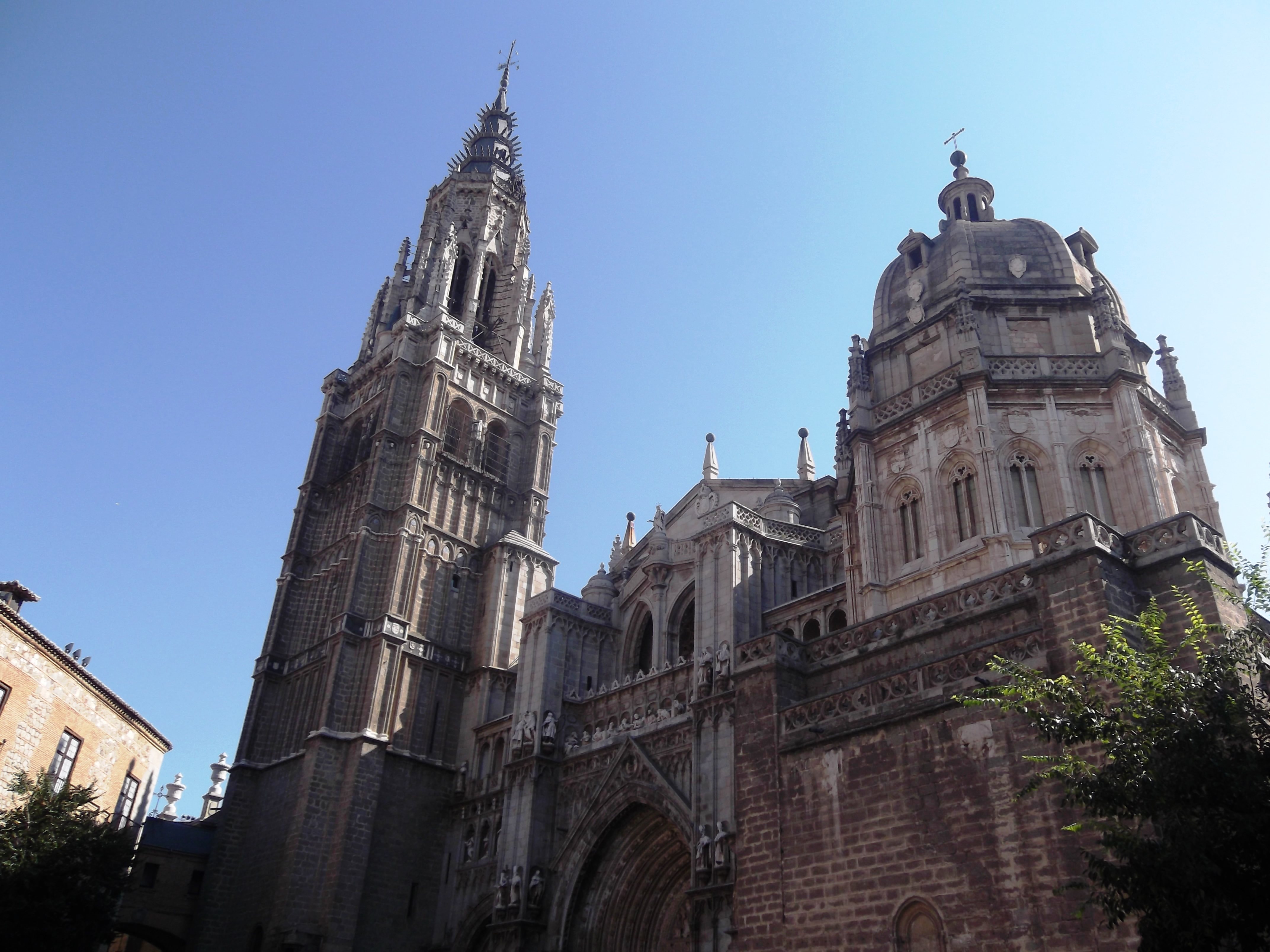
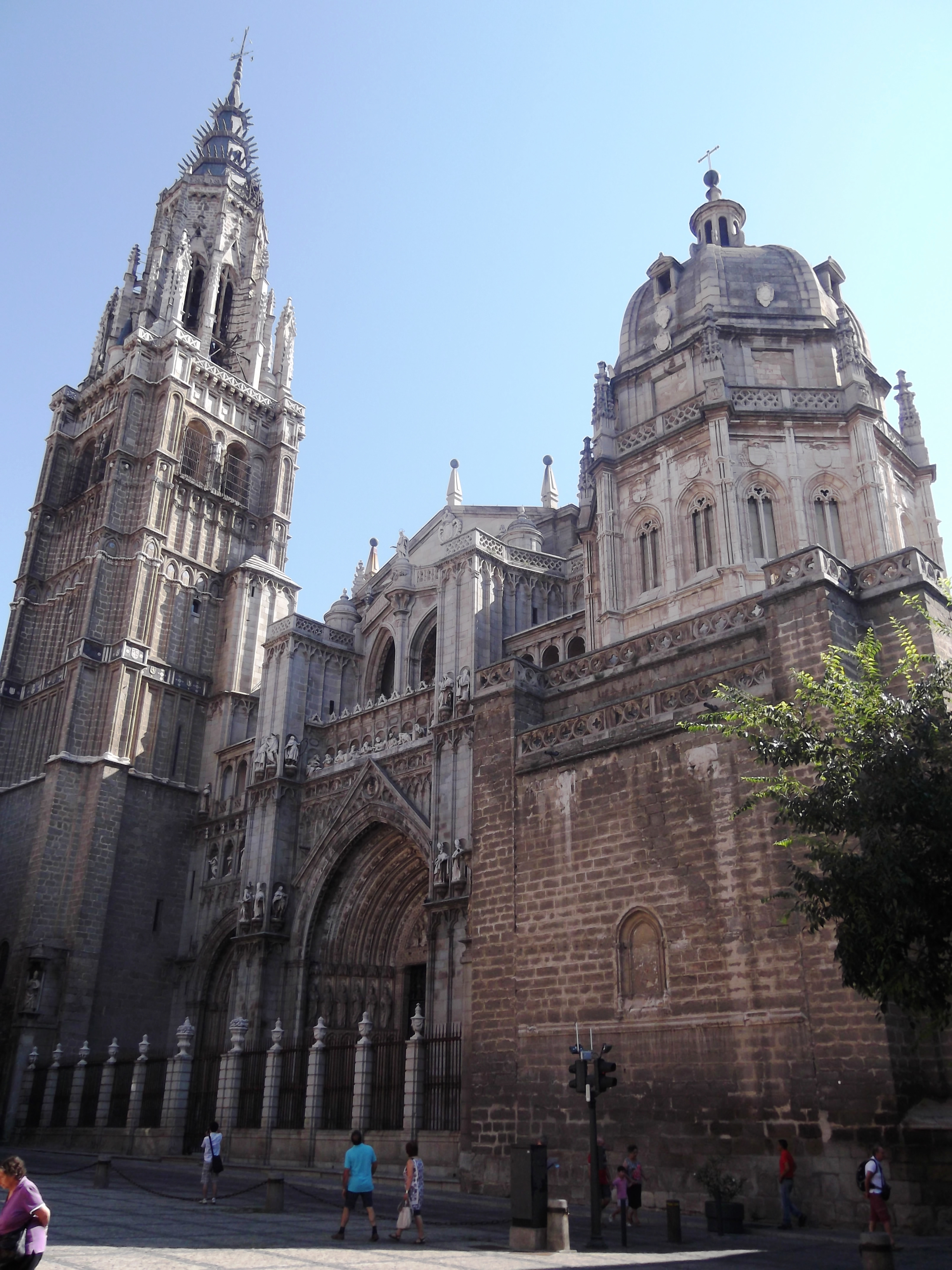
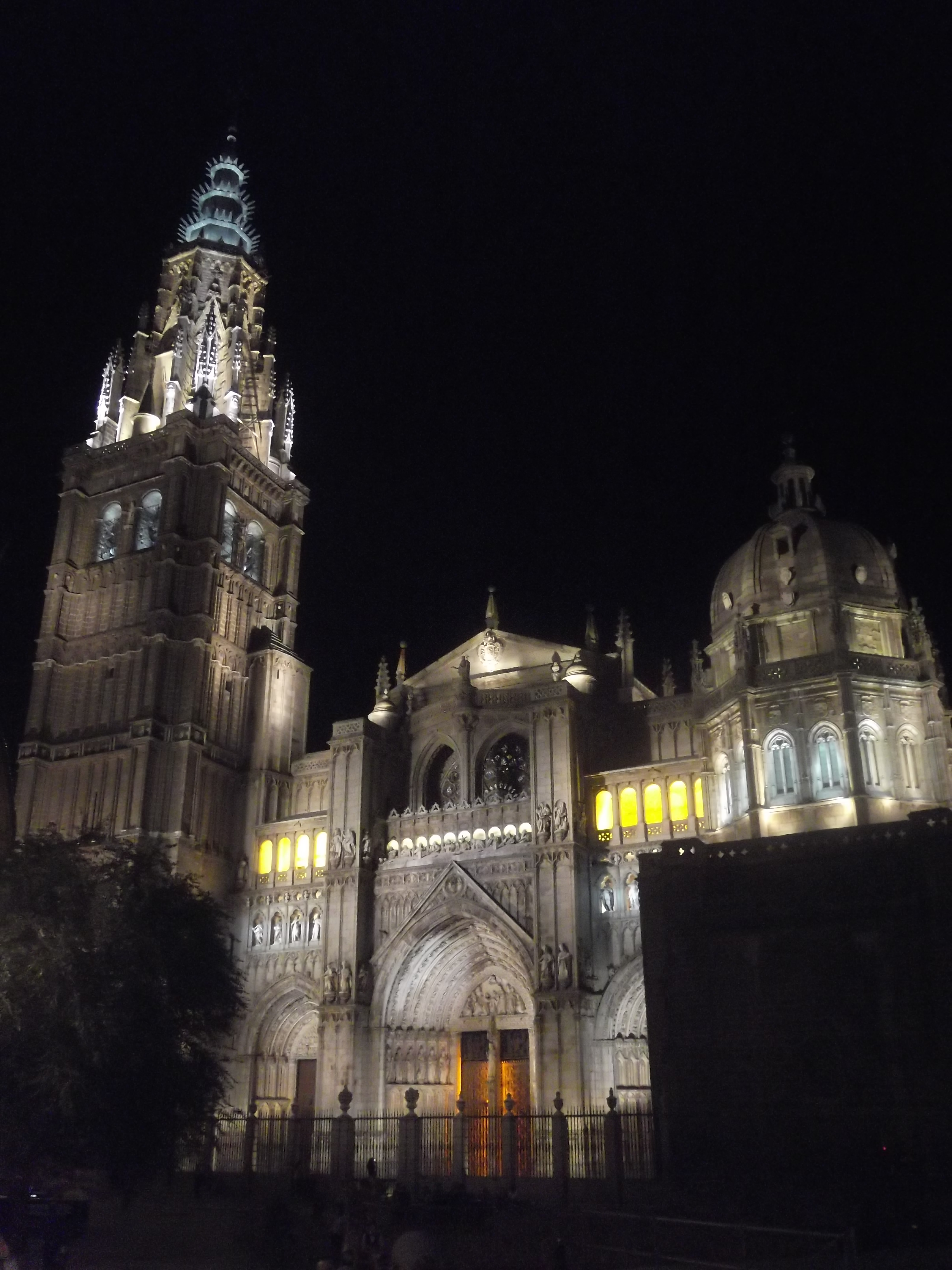
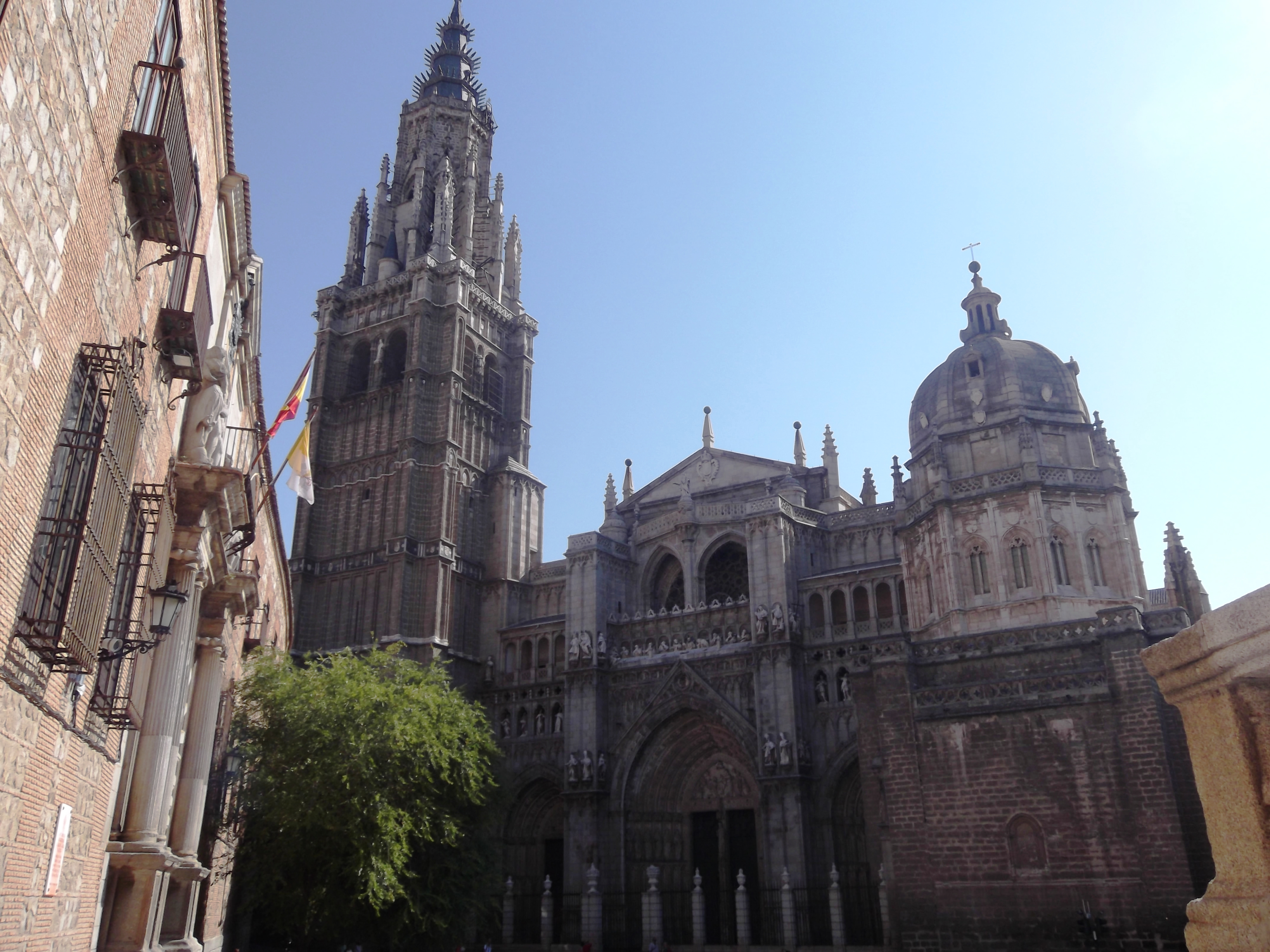
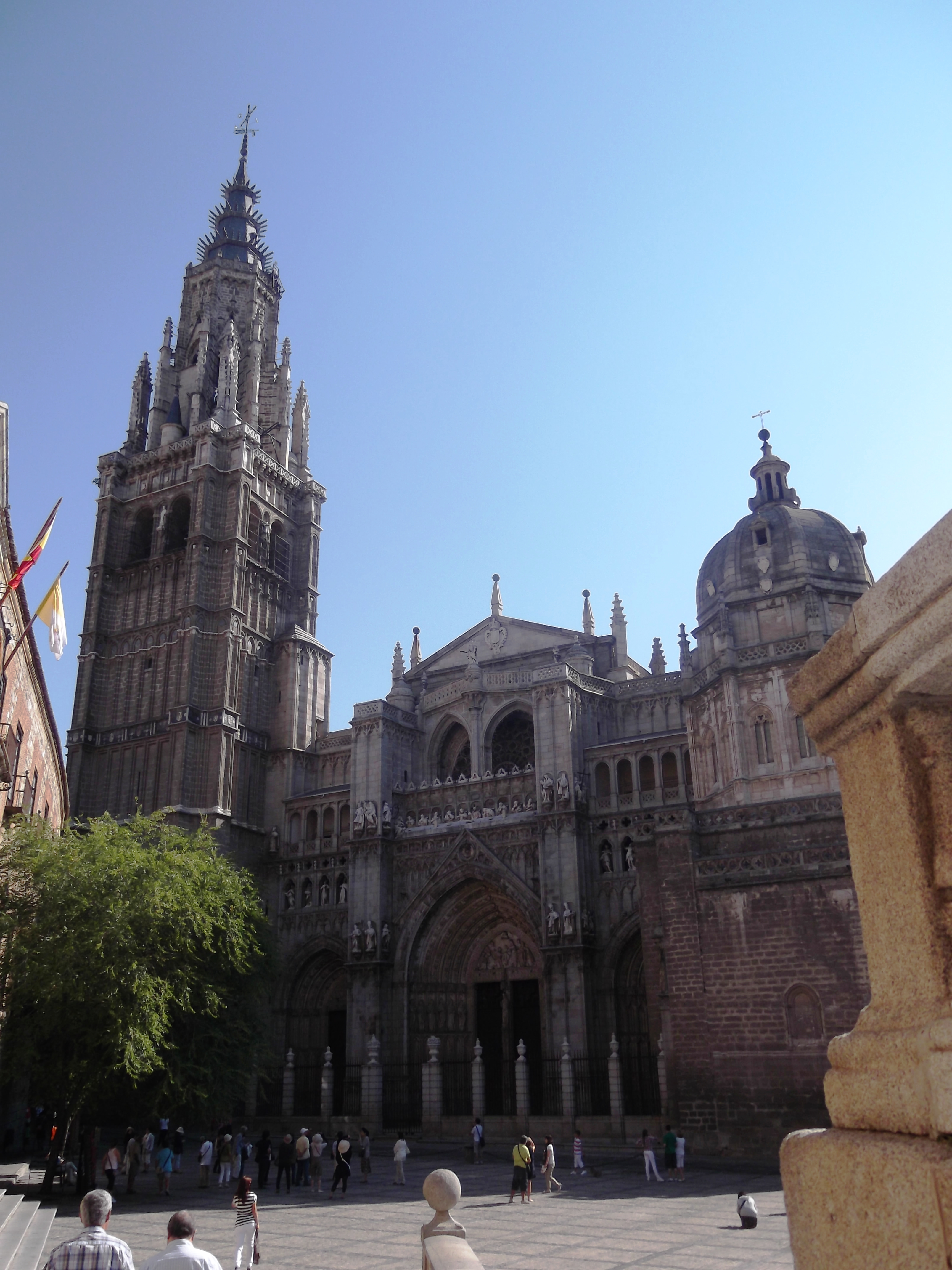
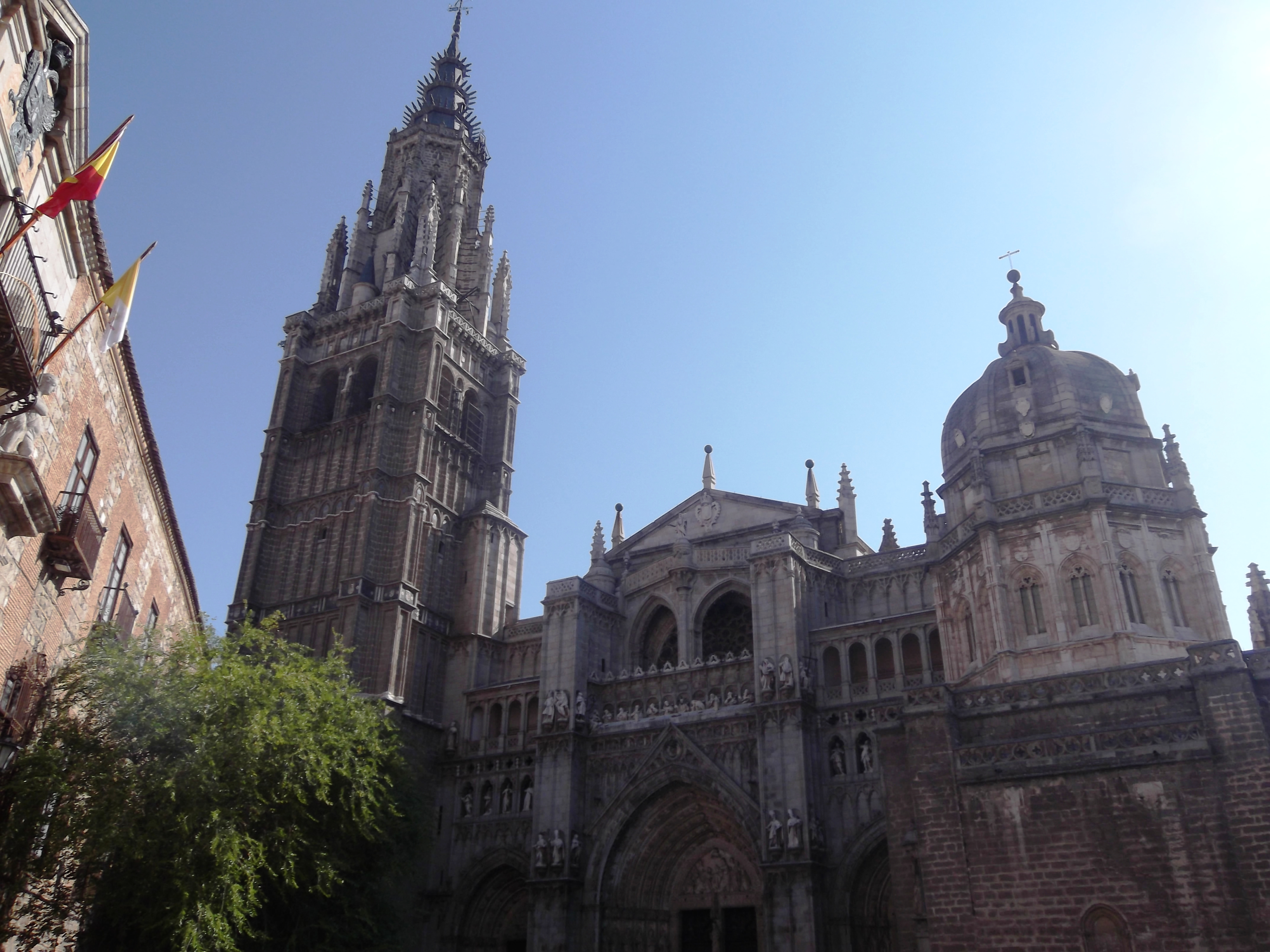

## ملوك مدفونه في الكاتدرائية
- - ملوك من ليون
- سانشو الثاني 1230 ملك ليون
  - ملوك من كاستيا
- سانشو الثالث ملك كاستيا
  - ملوك من ليون وكاستيا